# Aleksandra Szczepańska
Aleksandra Szczepańska z d. Pasznik (ur. 26 lutego 1990 w Gdańsku) – polska siatkarka, grająca na pozycji rozgrywającej. 

## Sukcesy klubowe

### młodzieżowe
Turniej Nadziei Olimpijskiej:
- 2003
- 2004

Słowiański Turniej Piłki Siatkowej:
- 2004

Mistrzostwa Polski kadetek:
- 2007
- 2005, 2006

Mistrzostwa Polski juniorek:
- 2007

### seniorskie
Mistrzostwo Polski:
- 2021

 Mistrzostwo I ligi:
- 2024